# Ammophila iliensis
Ammophila iliensis es una especie de avispa del género Ammophila, familia Sphecidae.

## Taxonomía
Fue descrito por primera vez en 2001 por Kazenas.